# Guri Wassiljewitsch Kolossow

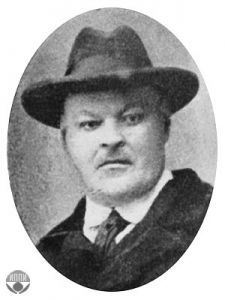
Guri Kolossow

Guri Wassiljewitsch Kolossow (russisch Гурий Васильевич Колосов, wiss. Transliteration Gury Vasil'evič Kolosov; * 12. Augustjul. / 24. August 1867greg. in Ustje, Gouvernement Nowgorod; † 7. November 1936 in Leningrad) war ein russischer und sowjetischer Mathematiker, der auf dem Gebiet der theoretischen Mechanik arbeitete.

## Leben
Kolossow wurde in dem Dorf Ustje im Gouvernement Nowgorod geboren. Nach dem Schulbesuch in Sankt Petersburg studierte er von 1885 bis 1889 an der physikalisch-mathematischen Fakultät der dortigen Staatlichen Universität. Ab 1890 arbeitete er als freischaffender Lehrer, bevor er ab 1894 theoretische Mechanik am Institut für Eisenbahningenieure in Sankt Petersburg studierte. 1903 wurde er bei Dmitri Bobyljow mit der Schrift Über bestimmte Modifikationen des Hamiltonschen Prinzips und dessen Anwendung auf die Lösung von Problemen der Mechanik von Festkörpern (russisch О некоторых видоизменениях начала Гамильтона в применении к решению вопросов механики твердого тела) promoviert (Kandidat der Wissenschaft). Im selben Jahr wurde er außerordentlicher und 1911 ordentlicher Professor an der Universität Tartu (damals Jurjew). 1908 habilitierte er sich bei Wladimir Steklow in Sankt Petersburg mit der Arbeit Über eine Anwendung der Theorie der Funktionen der komplexen Variablen auf das flache Problem der mathematischen Theorie der Elastizität (russischer Doktortitel). 1913 wechselte er an die Staatliche Elektrotechnische Universität Sankt Petersburg, wo er ordentlicher Professor am Lehrstuhl für Mechanik wurde.
Sein wissenschaftliches Spezialgebiet war die Elastizitätstheorie, zu der er zahlreiche Arbeiten veröffentlichte.
1931 wurde er zum korrespondierenden Mitglied der Akademie der Wissenschaften der UdSSR gewählt.
1908 hielt er auf dem Internationalen Mathematikerkongress in Rom einen Vortrag.